# Leopold Rosenfeld
Leopold Rosenfeld (Copenhaguen, Dinamarca, 27 de juliol de 1849 - 19 de juliol de 1909) fou un compositor i mestre de música danès. Era el fill d'Helena Nathan (1814-1883) i d'Isidor Rosenfeld, cantor de sinagoga.
Va obtenir una beca d'estudis per a perfeccionar els seus coneixements musicals a Alemanya. Va ser professor de cant a la seva ciutat nadiua on va tenir entre els seus alumnes Helge Nissen o Vilhelm Herold. Com a crític de música va treballar per al diari Dannebrog i les revistes Musikbladet i Tidsskrift for Musik og Teater. Va impulsar el Festival de Músida de Copenhaguen el 1888 i l'Associació danesa de concerts (Dansk Koncertforening). Com filantrop va crear una associació de suport per al professors de música i va llegar la seva fortuna al servei de salvavides marítim de Skagen.
Entre les seves obres hi ha: Enrik og Else (cor sol i orquestra); Liden Helga (balada per a cor mixt i piano): Naar Solen daler (cor i orquestra); lieder danesos i alemanys, peces per a piano, etc.